# Bassa de les Salines
La Bassa de les Salines és una petita bassa natural situada al Torrent dels Pous, al terme municipal de Sant Pere de Torelló, potser afavorida artificialment per una petita resclosa.
Aquest espai destaca pel seu interessant bosc de ribera, molt divers i ben constituït, format per espècies com freixes,
til·lers, auró blanc, auró negre, avellaners, salzes, etc. A la bassa apareixen algunes bogues i canyissos, tot i que sense formar un cinyell ben constituït, probablement per la fluctuació important del nivell de les aigües. També s'observen diverses espècies de càrexs, així com l'alismatàcia Alisma plantago-aquatica.
Pel que fa a la fauna, la bassa és d'interès per les seves poblacions d'amfibis i d'invertebrats aquàtics. Caldria identificar
les espècies de peixos que hi viuen i en general estudiar-ne la fauna, poc coneguda.
L'ús ramader provoca una certa alteració dels marges, especialment al sector sud, i una eutrofització de les aigües. No obstant això, la bassa es troba en un bon estat de conservació.